# 塞普泰姆夫里

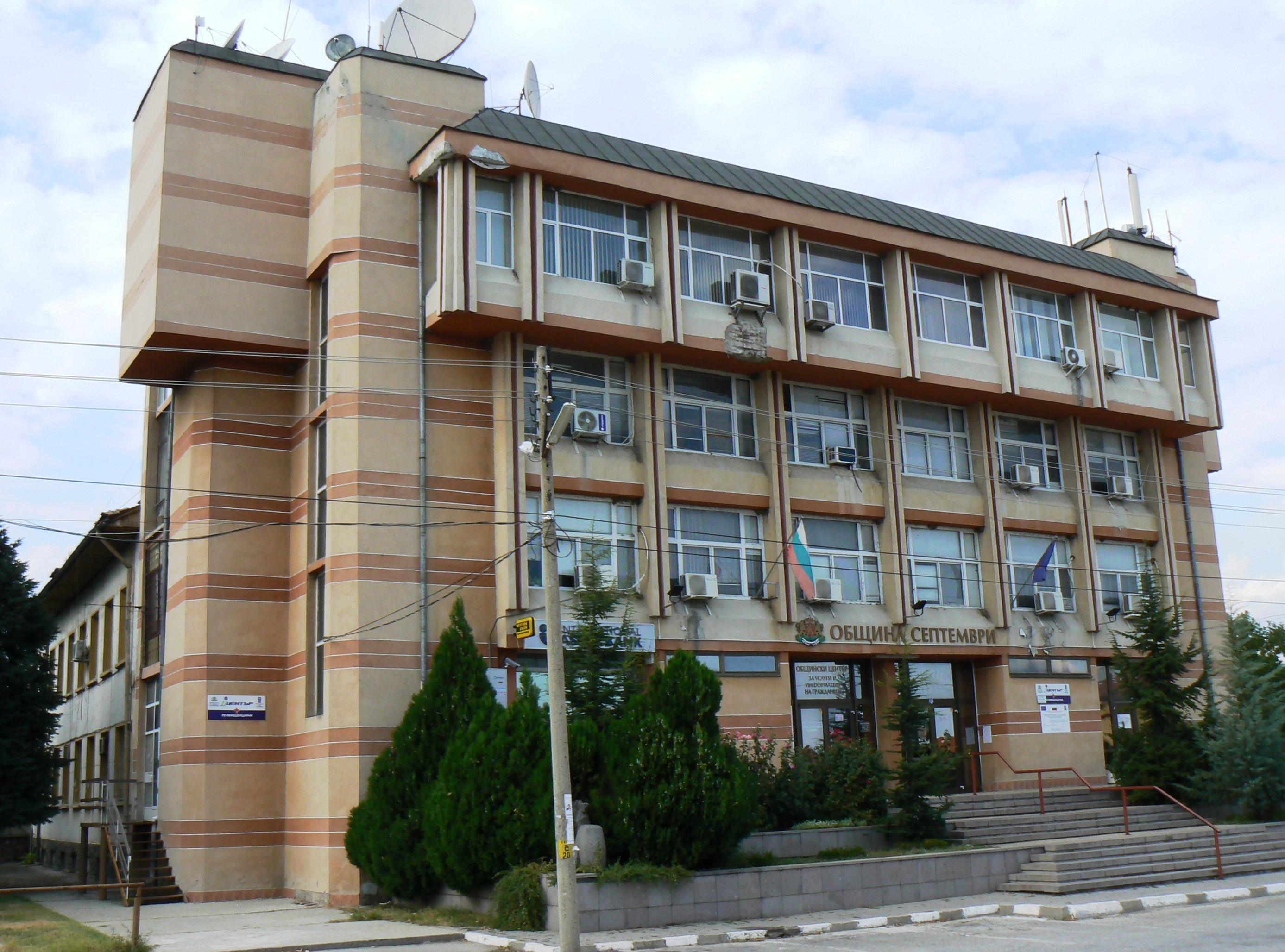
市政厅

塞普泰姆夫里是保加利亞西南部帕扎爾吉克州塞普泰姆夫里市鎮的城鎮及行政中心，距離州府帕扎爾吉克19公里，海拔高度239米，2009年人口8,422，大部分居民信奉東正教。